# 沈不害
沈不害（しん ふがい、518年 - 580年）は、南朝梁から陳にかけての儒学者。字は孝和。本貫は呉興郡武康県。

## 経歴
梁の邵陵王参軍の沈懿（沈攸之の子）の子として生まれた。幼くして父を失い、学問で身を立てることを志した。14歳のとき、召し出されて国子生となり、明経に挙げられた。梁の太学博士となり、廬陵王府刑獄参軍・長沙王府諮議を歴任し、汝南県令を兼ねた。天嘉元年（560年）、衡陽王府中記室参軍に任じられ、嘉徳殿学士を兼ねた。梁末の戦乱以来、儒学が国学として樹立していない事情を上書して、陳の文帝に容れられた。また楽章の改定を上表し、「三朝楽歌」8首の製作を命じられて、合わせて28曲の楽府が陳朝で用いられた。
天嘉5年（564年）、新淦県令に任じられた。入朝して尚書儀曹郎となり、国子博士に転じ、羽林監を兼ねた。五礼の制定が命じられて、文章の作成と議論の進行をつかさどった。太建年間、仁武南康嗣王府長史に任じられ、行丹陽郡事をつとめた。員外散騎常侍・光禄卿に転じた。まもなく戎昭将軍・明威武陵王長史となり、行呉興郡事をつとめた。まもなく入朝して通直散騎常侍となり、尚書左丞を兼ねた。
太建12年（580年）、死去した。享年は63。著書として『治五礼儀』100巻があり、また『文集』14巻があった。
子の沈志道は、字を崇基といい、安東新蔡王記室参軍となり、陳が滅亡すると隋に仕えた。

## 伝記資料
- 『陳書』巻33 列伝第27
- 『南史』巻71 列伝第61